# 플라잉폭스
플라잉폭스(Epalzeorhynchos kalopterus)는 잉어목 잉어과에 속하는 물고기이다. 몸길이는 8cm~10cm로 소형어류에 속한다.

## 특징과 먹이
플라잉폭스는 대체적으로 같은 잉어과인 시아미스 알지이터와 비슷한 점이 많으나 시아미스 알지이터와 구분울 할 수 있는 차이점이 있는데 시아미즈 알지미터는 검은 줄의 위에 노란 줄이 없지만 플라잉 폭스는 검은 줄의 위에 노란 줄이 있으며 시아지즈 알지이터는 검은 줄이 꼬리지느러미까지 이어지지만 플라잉 폭스는 몸까지만 이어져 있다. 또한 지느러미의 색상이 시아미스 알지이터는 투명하지만 플라잉 폭스는 지느러미의 색상이 약간 노랗거나 붉은 빛을 띄고 입의 모양도 자세히 관찰하면 약간의 차이도 있다. 먹이는 시아미스 알지이터와 함께 이끼류를 먹으며 다만 시아미스 알지이터와는 달리 붓이끼는 먹지 않는다. 또한 야생에선 수생 곤충도 잡아먹는 잡식성 어류이다.

## 서식지
플라잉폭스의 주요한 서식지는 태국과 동남아시아 일대이며 맑은 물이 흐르는 수초가 있는 강에 주로 서식한다.

## 관상어로서 주의사항
플라잉폭스는 관상어로서도 이용되는 물고기이다. 관상어로 키울 때는 군영을 하는 습성이 있으며 어항의 수조를 뜯어먹는 모습도 매우 아름다운 물고기이다. 다만 주의사항도 있는데 플라잉폭스는 수온에 매우 민감하니 사육을 할 때엔 플라잉폭스가 살아가는 데에 있어 적정온도인 20°~27°의 수온을 항상 유지해야하며 육식에 익숙해지면 다른 어종을 해칠 수도 있으니 조심해야 한다.